# CH Valladolid
Le Club Hielo de Valladolid est un club de hockey sur glace espagnol basé à Valladolid, dans la Communauté autonome de Castille-et-León.

## Histoire
Le club de Valladolid est l'un des six membres fondateurs du Championnat d'Espagne de hockey sur glace, crée à l'issue du congrès des Sports de Glace à Madrid en 1972.
Cependant, le club a connu très rapidement des problèmes de patinoire. À la fermeture de celle-ci, il est dissout, après une seule année d'existence.

## Historique
| Saison    | Championnat | Coupe d'Espagne | Coupe d'Europe |
| --------- | ----------- | --------------- | -------------- |
| 1972-1973 | ?           | ?               | -              |